# 4473 Sears
A 4473 Sears (ideiglenes jelöléssel 1981 DE2) a Naprendszer kisbolygóövében található aszteroida. Schelte J. Bus fedezte fel 1981. február 28-án.